# Stadler Weiher
Der Stadler Weiher ist ein natürliches Stillgewässer in der oberbayerischen Gemeinde Eberfing beim Weiler Stadel. Ein kleiner Vorweiher ist durch einen Damm abgetrennt. Der Weiher wird zum Fischfang genutzt.

## Naturschutz
Der See liegt innerhalb des Landschaftsschutzgebietes Hohenkastener Filz mit Stadler Weiher und Mühlgraben, Eberfing und im FFH-Gebiet DE-8233-301 Moor- und Drumlinlandschaft zwischen Hohenkasten und Antdorf.